# Xenothrix mcgregori
Xenothrix mcgregori é uma espécie de macaco extinto descoberto na Jamaica por Harold Anthony em 1919. O material subfóssil foi encontrado na caverna Long Mile, e a espécie só foi descrita em 1952 por Ernest Williams e Karl Koppman. Hershkovitz classificou a espécie numa família distinta, a Xenothricidae, mas estudos recentes a incluem na tribo Xenothricini, subfamília Callicebinae, família Pitheciidae.